# Лас-Плассас
Лас-Плассас (итал. Las Plassas) — коммуна в Италии, располагается в регионе Сардиния, в провинции Южная Сардиния.
Население составляет 269 человек (2008 г.), плотность населения составляет 24 чел./км². Занимает площадь 11 км². Почтовый индекс — 9020. Телефонный код — 070.
Покровительницей коммуны почитается святая равноапостольная Мария Магдалина, празднование 22 июля.

## Демография
Динамика населения:

## Администрация коммуны
- Официальный сайт: